# Patrick Geering
Patrick Geering (* 12. Februar 1990 in Zürich) ist ein Schweizer Eishockeyspieler, der seit 2008 bei den ZSC Lions aus der Schweizer National League unter Vertrag steht und dort auf der Position des Verteidigers spielt.

## Karriere
Patrick Geering begann seine Karriere als Eishockeyspieler in der Jugend der ZSC Lions. In der Saison 2006/07 debütierte er für die Profimannschaft der GCK Lions in der Nationalliga B. In der folgenden Spielzeit stand der Verteidiger gleichzeitig für die GCK Lions und die Schweizer U20-Eishockeynationalmannschaft in der National League B auf dem Eis. Im Sommer 2008 kehrte er zu den ZSC Lions zurück, für die er in der Saison 2008/09 er in der National League A in 47 Spielen fünf Vorlagen gab. Mit den ZSC Lions gewann der Linksschütze die neu gegründete Champions Hockey League, nachdem er sich mit seiner Mannschaft im Finale gegen den HK Metallurg Magnitogorsk aus der Kontinentalen Hockey-Liga durchgesetzt hatte. Seit der Saison 2017/18 ist er der Captain der ZSC Lions.

### International
Für die Schweiz nahm Geering an den U18-Junioren-Weltmeisterschaften 2007 und 2008 teil. Des Weiteren stand er im Aufgebot der Schweiz bei der U20-Junioren-Weltmeisterschaft der Division I 2009 sowie den U20-Junioren-Weltmeisterschaften der Top-Division 2008 und 2010.
Mit der Schweizer A-Auswahl spielte er bei den Weltmeisterschaften der Jahre 2010, 2015 und 2016 sowie den Olympischen Winterspielen 2018 im südkoreanischen Pyeongchang.

## Erfolge und Auszeichnungen
| - 2007 Schweizer U20-Juniorenmeister mit den GCK Lions - 2008 Schweizer U20-Juniorenmeister mit den GCK Lions - 2009 Champions-Hockey-League-Gewinn mit den ZSC Lions - 2009 Victoria-Cup-Gewinn mit den ZSC Lions - 2012 Schweizer Meister mit den ZSC Lions - 2014 Schweizer Meister mit den ZSC Lions | - 2016 Schweizer Cupsieger mit den ZSC Lions - 2017 NL Media Swiss All-Star Team - 2018 Schweizer Meister mit den ZSC Lions - 2024 Schweizer Meister mit den ZSC Lions - 2025 Champions-Hockey-League-Gewinn mit den ZSC Lions - 2025 Schweizer Meister mit den ZSC Lions |

## Karrierestatistik
Stand: Ende der Saison 2024/25

### International
Vertrat die Schweiz bei:
| - U18-Junioren-Weltmeisterschaft 2007 - U18-Junioren-Weltmeisterschaft 2008 - U20-Junioren-Weltmeisterschaft 2008 - U20-Junioren-Weltmeisterschaft der Division I 2009 - U20-Junioren-Weltmeisterschaft 2010 | - Weltmeisterschaft 2010 - Weltmeisterschaft 2015 - Weltmeisterschaft 2016 - Olympischen Winterspielen 2018 |

(Legende zur Spielerstatistik: Sp oder GP = absolvierte Spiele; T oder G = erzielte Tore; V oder A = erzielte Assists; Pkt oder Pts = erzielte Scorerpunkte; SM oder PIM = erhaltene Strafminuten; +/− = Plus/Minus-Bilanz; PP = erzielte Überzahltore; SH = erzielte Unterzahltore; GW = erzielte Siegtore; 1 Play-downs/Relegation; Kursiv: Statistik nicht vollständig)